# Auxelles-Bas
Auxelles-Bas é uma comuna francesa na região administrativa de Borgonha-Franco-Condado, no departamento do Território de Belfort. Estende-se por uma área de 9,41 km². Em 2010 a comuna tinha 471 habitantes (densidade: 50,1 hab./km²).